# Oosterpark
Oosterpark – park miejski położony w Amsterdamie w dzielnicy Amsterdam-Oost w Holandii.
W Oosterpark znajduje się Narodowy Pomnik Niewolnictwa.
W parku znajduje się również Pomnik De Schreeuw.

## Galeria

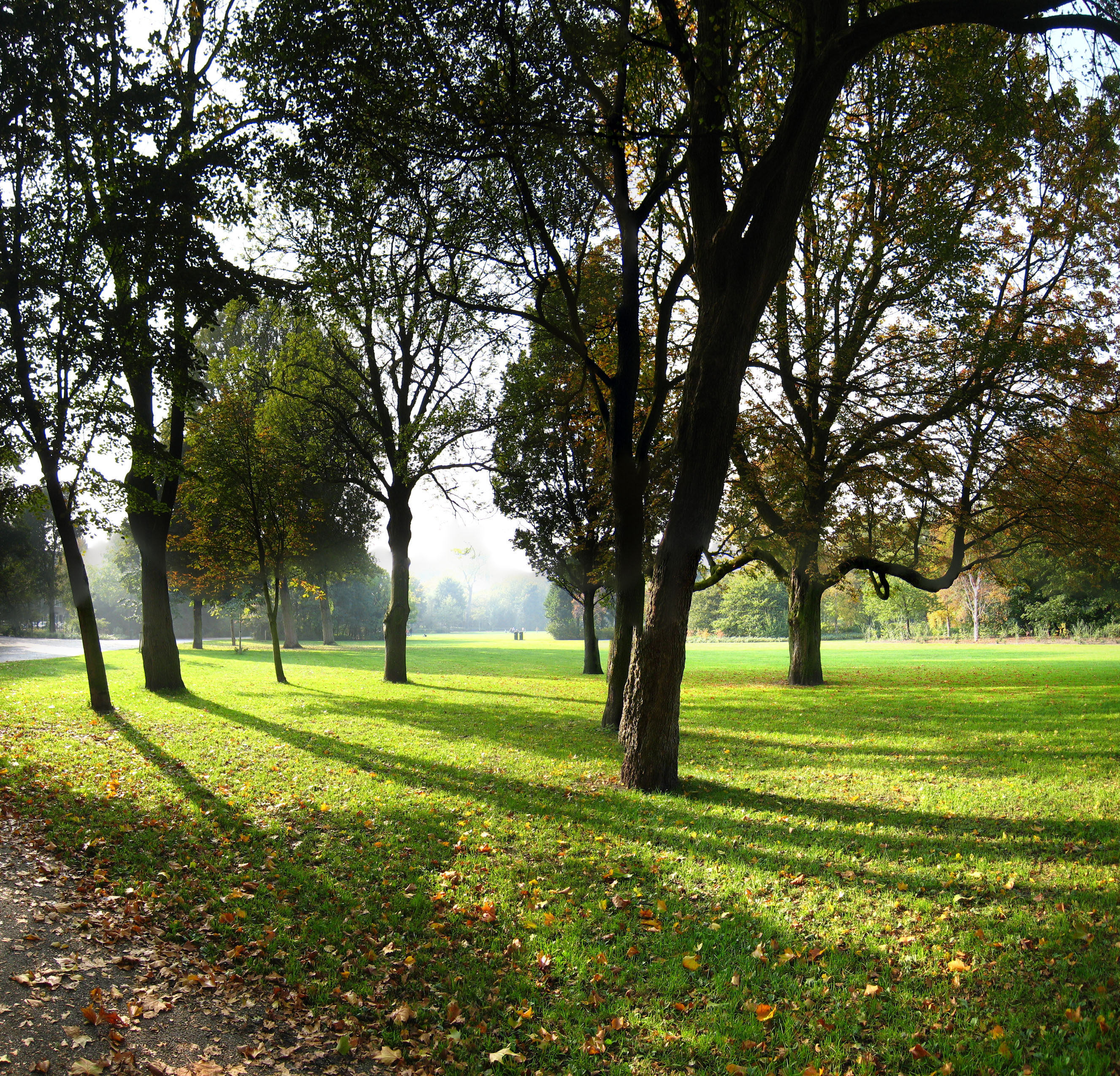
Park w 2007 roku
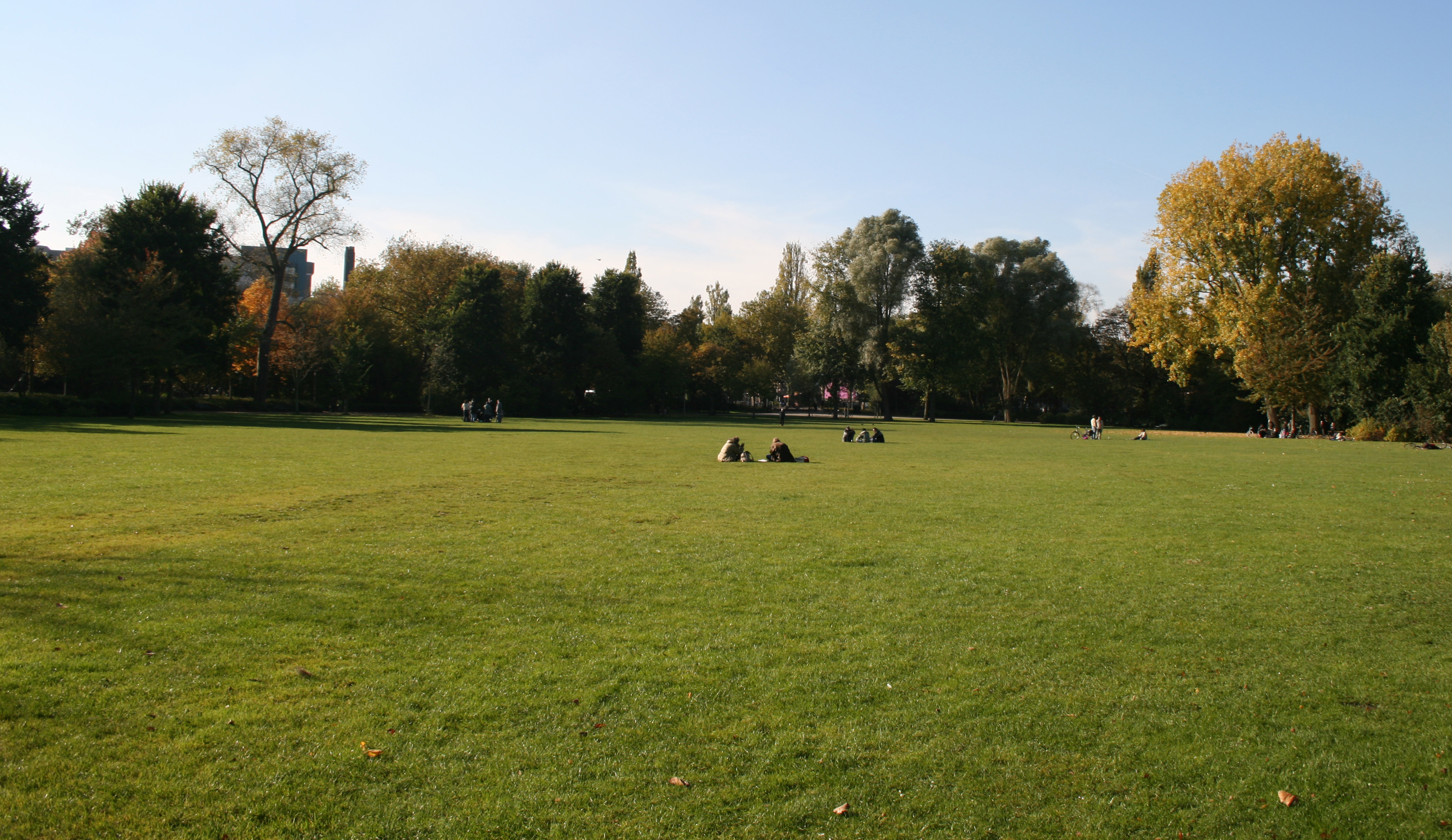
Pole trawy w parku
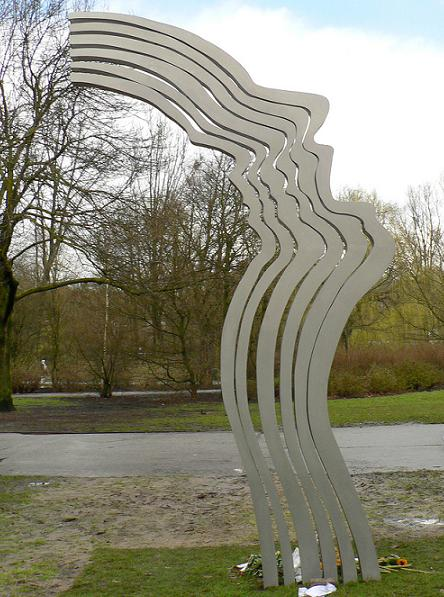
Pomnik De schreeuw
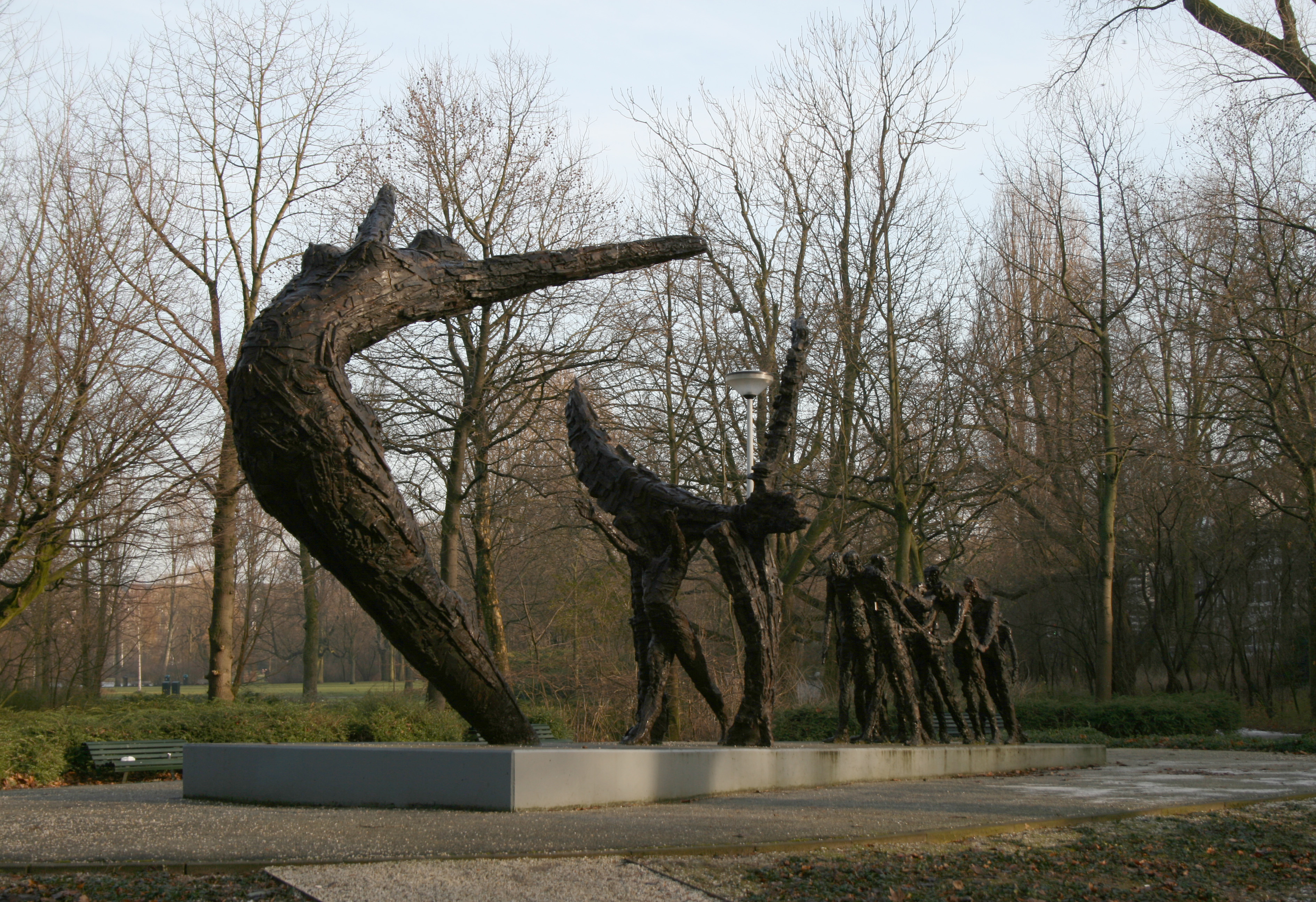
Narodowy Pomnik Niewolnictwa
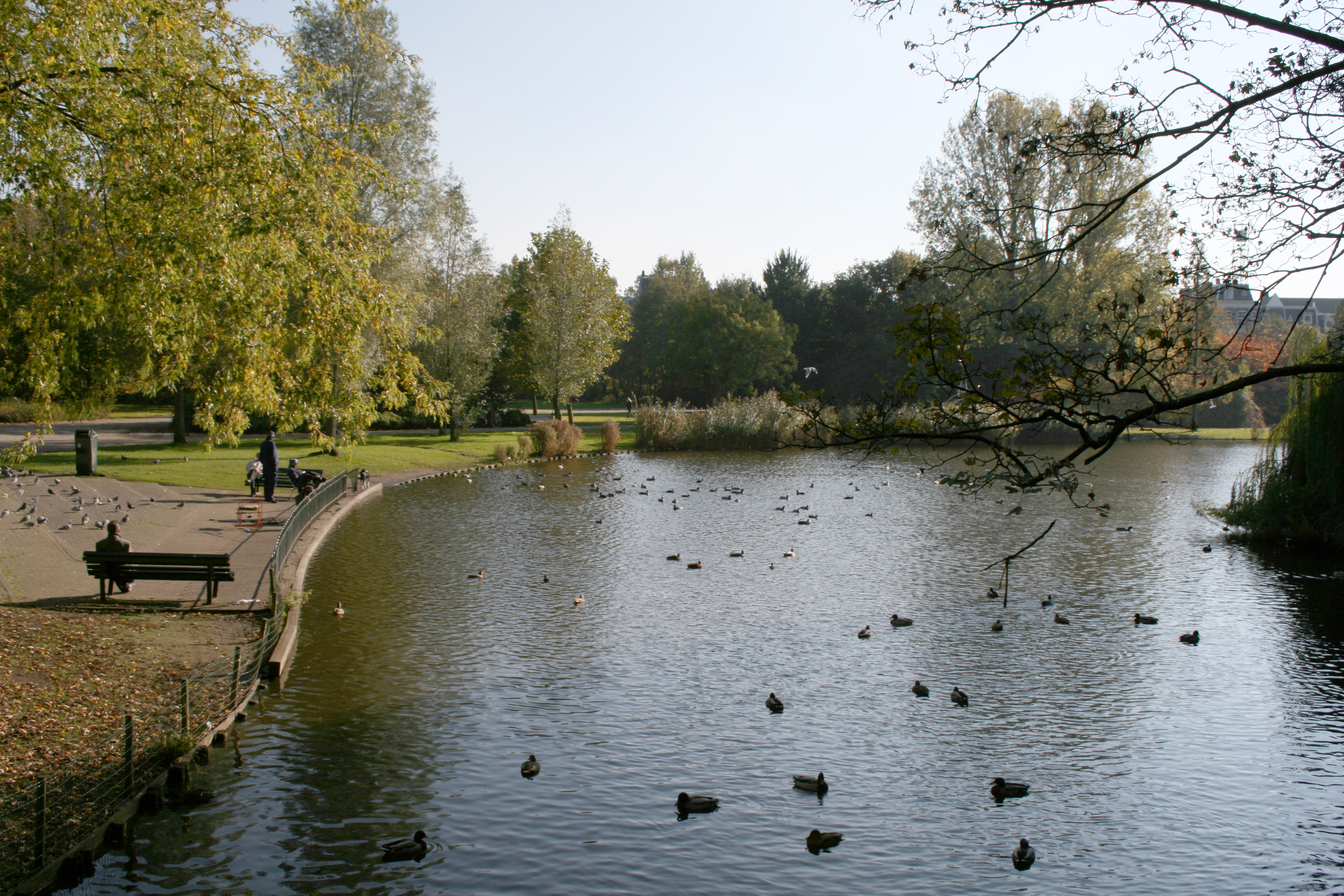
Staw w parku